# Gunnar Wejke

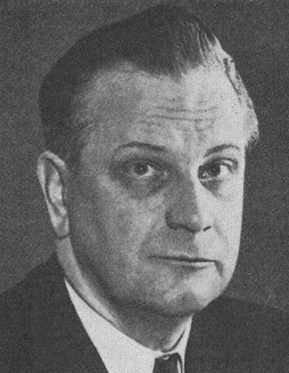
Gunnar Wejke

Gunnar Vilhelm Wejke, född 10 augusti 1905 i Karlskrona, död 9 november 1957, var en svensk arkitekt och ämbetsman.

## Liv och verk
Gunnar Wejke var son till löjtnanten Gottfrid Petersson och Anna Mathilda Hansson. Han avlade examen vid KTH 1931 och vid KKH 1935, där han fick medalj för prisämnet i arkitektur. Han var anställd på KF:s arkitektkontor i början av 1930-talet, men startade arkitektkontoret Wejke & Ödeen med Kjell Ödeen 1935. Byggnaderna har karaktäriserats som kännetecknande av sina smidiga och klara planlösningar.
Åren 1936–1942 var han assistent i arkitektur vid Tekniska högskolan och blev 1942 sakkunnig i dåvarande Statens byggnadslånebyrå. Han blev 1944 byggnadsråd och chef för Byggnadsstyrelsens utredningsbyrå. Han var generaldirektör och chef för Byggnadsstyrelsen 1951–1957. Han invaldes 1954 som ledamot av Ingenjörsvetenskapsakademien.

## Byggnadsverk tillsammans med Ödeen (urval)
- Lekstugor för HSB, 1936
- Brandstation i Umeå, 1938
- Drottninggatan 90, Stockholm, 1938–1940
- Folkskola i Säffle, 1939–1940
- Kvarteret Liljan, Uppsala, 1941
- Simhallsbadet, Malmö, 1941
- AB Kristensson och Gräs industrianläggning, Ranhammarsvägen 24, Ulvsunda, Stockholm 1941.
- Skandinaviska banken i Skellefteå 1941–1942, Karlskoga 1943, Söderhamn 1949–1951, Gävle 1953–1955, Köping 1950–1951, Nynäshamn 1951 och i Arboga 1952–1954,
- Bostäder för barnrika familjer i Enskede 1943.
- Guldheden, 1:a etappen, Göteborg, 1944–1945
- GIH, fd. Gymnastiska Centralinstitutet, Lill-Jansskogen, Stockholm, 1945
- Kontorshus för Statens Vägverk i Marieberg i Stockholm, 1945
- Spånga gymnasium, 1945
- Folkskola i Lund, 1946

## Bilder

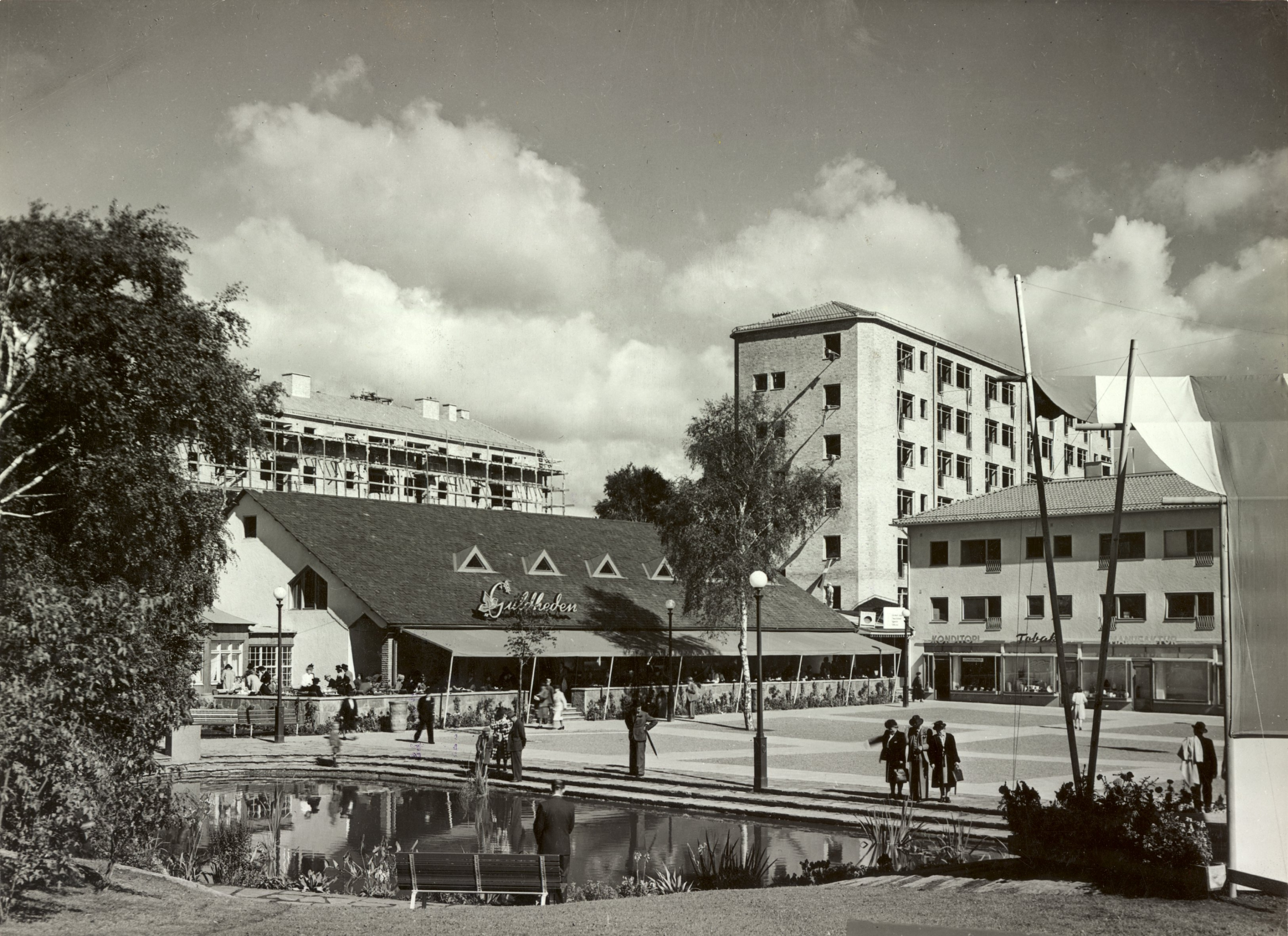
Guldhedstorget
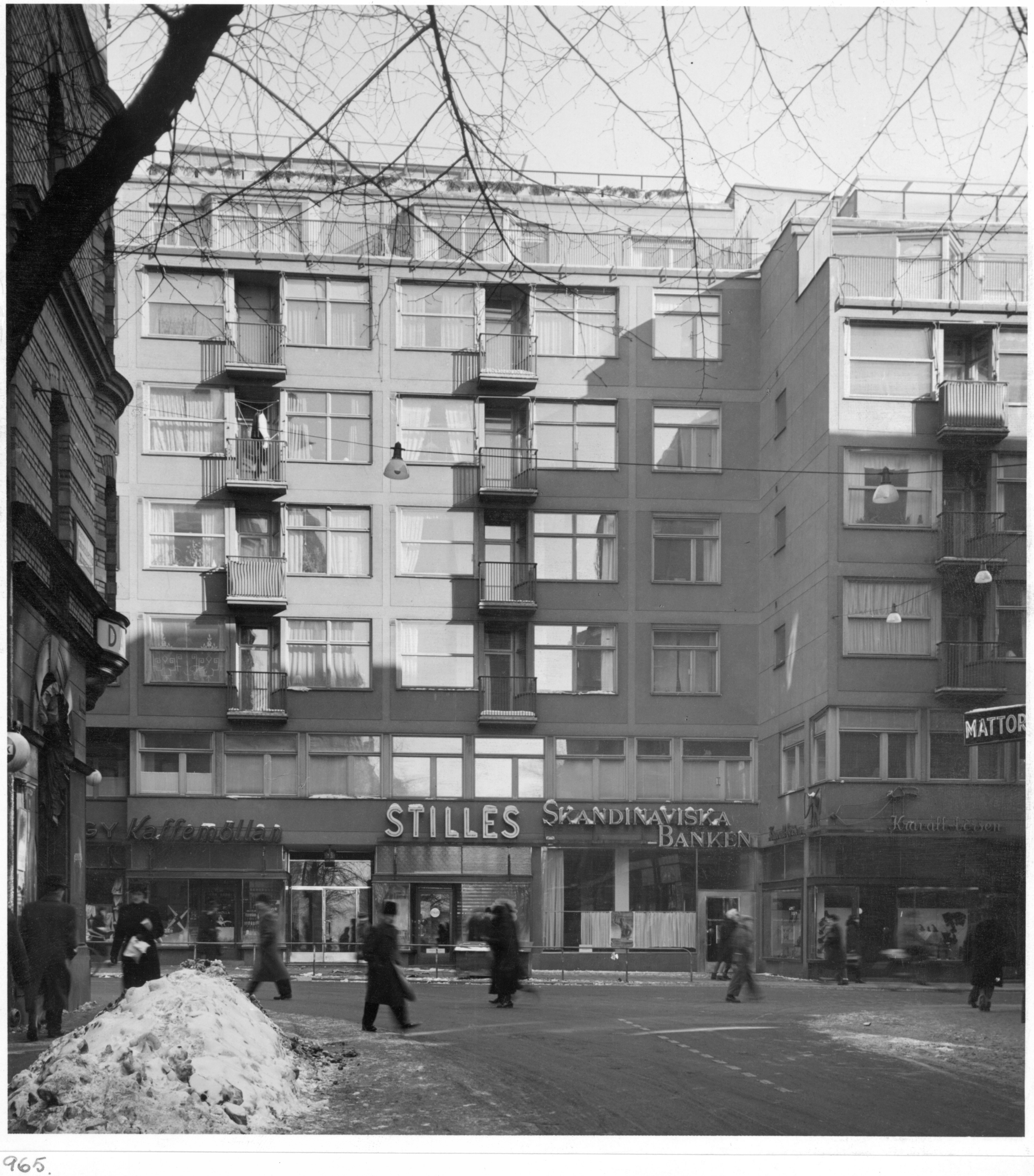
Drottninggatan 90
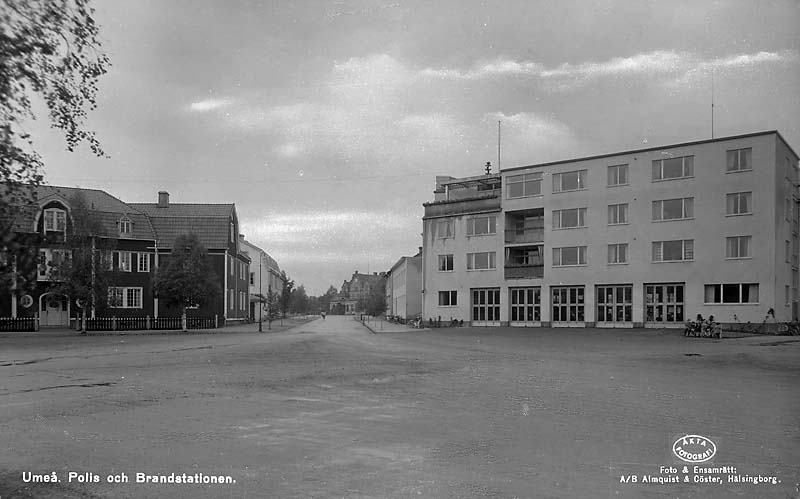
Polis och brandstation i Umeå
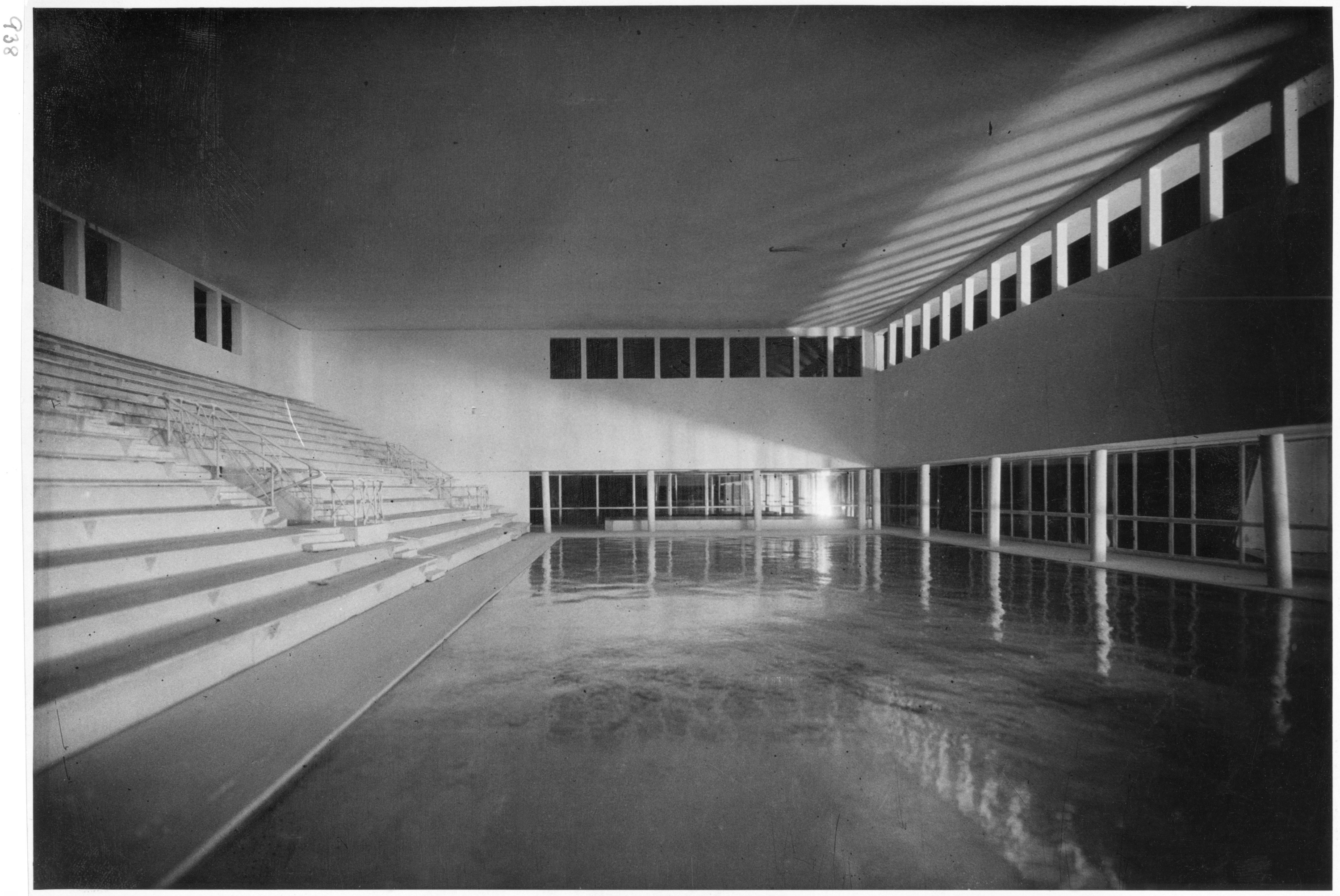
Simhallsbadet (modell)
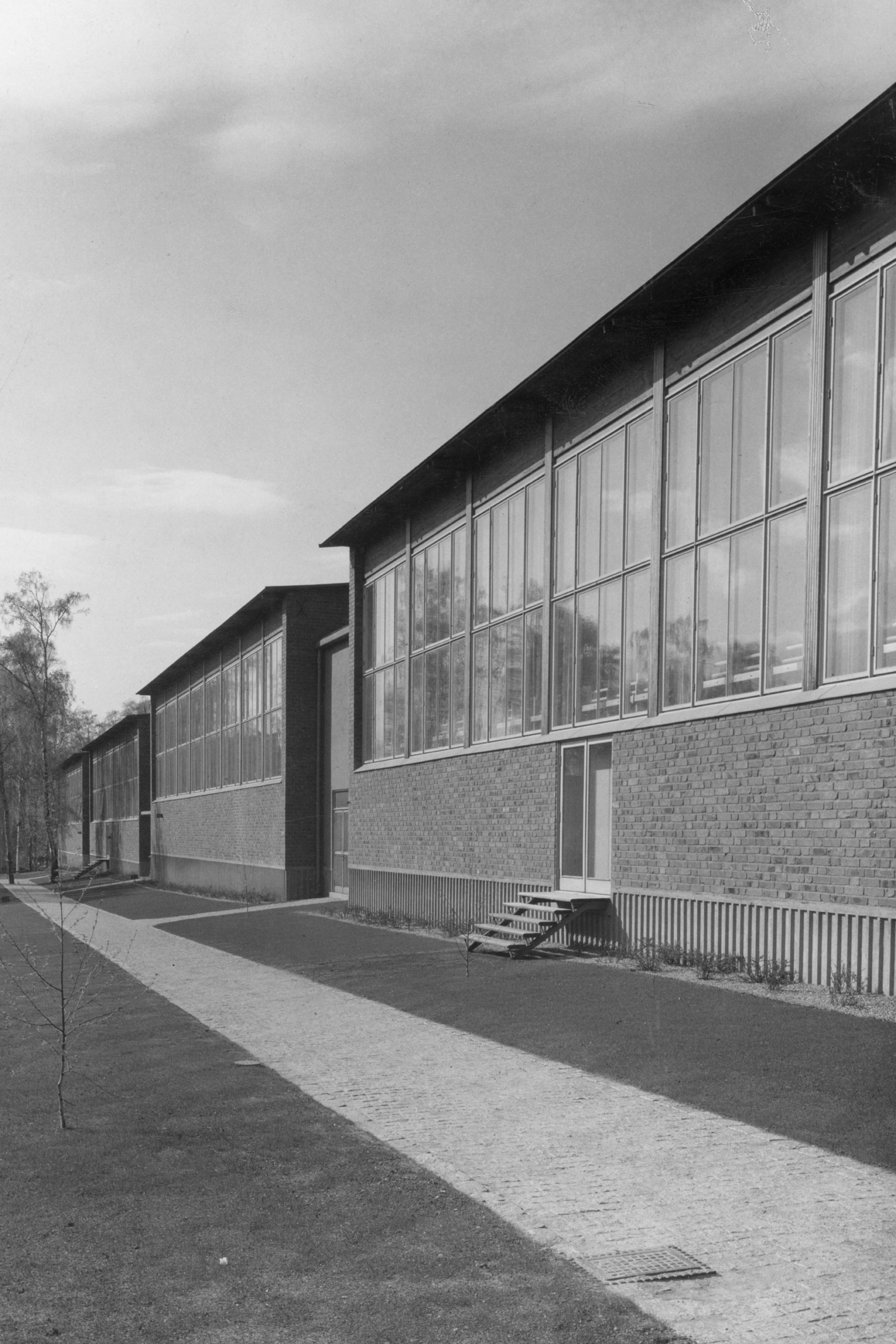
Gymnastiska Centralinstitutet